# Qosheh Tūt
Qosheh Tūt (persiska: قشه توت) är en ort i Iran.   Den ligger i provinsen Khorasan, i den nordöstra delen av landet, 900 km öster om huvudstaden Teheran. Qosheh Tūt ligger 803 meter över havet och antalet invånare är 662.
Terrängen runt Qosheh Tūt är platt åt nordost, men åt sydväst är den kuperad. Runt Qosheh Tūt är det ganska glesbefolkat, med 35 invånare per kvadratkilometer. Närmaste större samhälle är Şāleḩābād, 8,9 km öster om Qosheh Tūt. Omgivningarna runt Qosheh Tūt är i huvudsak ett öppet busklandskap.